# Jonas Høgh-Christensen
Jonas Høgh-Christensen (Copenhague, 21 de mayo de 1981) es un deportista danés que compitió en vela en la clase Finn. 
Participó en cuatro Juegos Olímpicos de Verano, entre loos años 2004 y 2016, obteniendo una medalla de plata en Londres 2012, en la clase Finn, el sexto lugar en Atenas 2004 y el sexto en Pekín 2008. Ganó cinco medallas en el Campeonato Mundial de Finn entre los años 2006 y 2016.

## Palmarés internacional
| \| Juegos Olímpicos \| Juegos Olímpicos \| Juegos Olímpicos \| Juegos Olímpicos \| \| Año \| Lugar \| Medalla \| Clase \| \| ------------------ \| ---------------------- \| ----------------- \| ---------------- \| \| 2012 \| Londres (Reino Unido) \| Medalla de plata \| Finn \| \| Campeonato Mundial \| \| \| \| \| Año \| Lugar \| Medalla \| Clase \| \| 2006 \| Split (Croacia) \| Medalla de oro \| Finn \| \| 2008 \| Melbourne (Australia) \| Medalla de bronce \| Finn \| \| 2009 \| Vallensbæk (Dinamarca) \| Medalla de oro \| Finn \| \| 2012 \| Falmouth (Reino Unido) \| Medalla de bronce \| Finn \| \| 2016 \| Gaeta (Italia) \| Medalla de plata \| Finn \| |                        |                   |       |
| Juegos Olímpicos |                        |                   |       |
| Año | Lugar                  | Medalla           | Clase |
| 2012 | Londres (Reino Unido)  | Medalla de plata  | Finn  |
| Campeonato Mundial |                        |                   |       |
| Año | Lugar                  | Medalla           | Clase |
| 2006 | Split (Croacia)        | Medalla de oro    | Finn  |
| 2008 | Melbourne (Australia)  | Medalla de bronce | Finn  |
| 2009 | Vallensbæk (Dinamarca) | Medalla de oro    | Finn  |
| 2012 | Falmouth (Reino Unido) | Medalla de bronce | Finn  |
| 2016 | Gaeta (Italia)         | Medalla de plata  | Finn  |